# Mediteranski brašneni moljac
Mediteranski brašneni moljac (brašneni moljac; Ephestia kuehniella), je pyraloidni moljac iz porodice Pyralidae. Uobičajeni je nametnik na suhoj hrani, pogotovo žitaricama, rasprostranjen širom svijeta.  
Ovaj kukac naraste do 10-14 mm. Prednja krila sive su boje s tamnim prugama, dok su stražnja prljavo-bijele boje i bez pruga. Ženka polaže jaja u brašno, oko 200 komada godišnhje, kroz koje vrijeme se može pojaviti nekoliko generacija. Štetne su samo ličinke kukca koje paučinastim nitima prave grudvice od brašna i prljaju ga svojim izmetom, pa je za daljnju upotrebu ovakvo brašno neupotebljivo. Ženke svoja jaja polažu i na uskladištenom žitu kao i po mlinovima.
Sličan je i Indijski brašni moljac (Plodia interpunctella), predstavnik iste potporodice, Phycitinaee.
- Ephestia kuehniella, ličinka
- Ephestia kuehniella
- Ephestia kuehniella

## Slični članci
- Ambarski moljac, Nemapogon granella